# إف. أمبروز كلارك
إف. أمبروز كلارك (بالإنجليزية: Frederick Ambrose Clark) هو فارس أمريكي، ولد في 1 أغسطس 1880 في كوبرستاون في الولايات المتحدة، وتوفي في 26 فبراير 1964.